# Васил Мирчовски
Васил Мирчовски е български актьор, драматург и режисьор.

## Биография
Роден на 10 септември 1925 в град София. Завършва актьорско майсторство във ВИТИЗ „Кръстьо Сарафов“ в класа на професор Стефан Сърчаджиев и Б. Бабочкин.
От 1952 г. е художествен ръководител, режисьор и драматург в „Театъра на транспорта“ към Синдикалния дом на транспортните работници в София. Работи в Народен театър за младежта (1952-1987) и в Държавния сатиричен театър (1959-1960).
Най-известната му филмова роля е тази на поп Грую в сериала Записки по българските въстания.
Дъщеря му Елена Мирчовска е известна филмова актриса.
Автор на пиесите „Левски“, „Гоце“, „Йоан Кукузел“, „Искам да живея“, „С дланите нагоре“ и др. .

## Отличия
- Заслужил артист
- Награда от националния анонимен конкурс за пиесата „Облаци“ в съавторство с Н. Попов (1957)
- Орден „Кирил и Методий“
- Орден „НРБ“ III степен (1985)

## Театрални роли
- „Каменният гост“ (Александър Пушкин) - Дон Карлос
- „Тримата мускетари“ (Александър Дюма) - Граф Рошфор
- „Варвари“ (Максим Горки) - Павлин

## Телевизионен театър
- „Неродена мома“ (1971) (Иванка Милева-Даковска)

Като сценарист
- „Левски“ (1977) (реж. Гертруда Луканова)

## Филмография
| Година    | Филми и Сериали                 | Серии | Копродукции        | Роля                                            |
| --------- | ------------------------------- | ----- | ------------------ | ----------------------------------------------- |
| 1990      | Под игото                       | 9     | България / Унгария | (в 2 серии: 1,4)                                |
| 1988      | Неизчезващите                   | 5     |                    |                                                 |
| 1982      | Борис I                         | 2     |                    | великият боил Сондоке                           |
| 1981      | Боянският майстор               | 2     |                    |                                                 |
| 1981      | Ударът                          |       |                    | Тошев                                           |
| 1976      | Апостолите                      |       |                    | поп Грую                                        |
| 1976-1980 | Записки по българските въстания | 13    |                    | поп Грую (в 6 серии: VII, VIII, IX, X, XI, XII) |
| 1974      | На живот и смърт                | 3     |                    |                                                 |
| 1971      | Соколова нива                   |       |                    |                                                 |
| 1969-1971 | На всеки километър              | 26    |                    | (в 22-ра серия)                                 |
| 1959      | Отвъд хоризонта                 |       |                    |                                                 |